# Linda Murray
 (mars 2021).
Si vous disposez d'ouvrages ou d'articles de référence ou si vous connaissez des sites web de qualité traitant du thème abordé ici, merci de compléter l'article en donnant les références utiles à sa vérifiabilité et en les liant à la section « Notes et références ».
Pour les articles homonymes, voir Murray.
Linda Murray, née Bramley en 1913 et morte en 2004, est une peintre et auteure d'un roman inspiré par la vie du Caravage. Elle est également l'auteure d'une série d'ouvrages portant sur Michel-Ange et sur l'art de la Renaissance, en collaboration avec son mari depuis 1947, Peter Murray, parus chez Thames & Hudson. Elle a été étudiante à l'Institut Courtauld, où elle a rencontré Peter. À la mort de ce dernier, en 1992, Linda Murray crée le Murray Bequest au Birkbeck College, un fonds permettant de financer les recherches d'étudiants, en particulier les doctorants.
Le couple Murray est connu pour avoir traduit de nombreux textes majeurs de l'histoire de l'art.

## Publications
- Linda Murray, La Haute Renaissance et le maniérisme, Paris, éd. Thames & Hudson, 1995.